# Georg Blume
Pour les articles homonymes, voir Blume.
Georg Blume (né en 1963 à Hanovre) est un journaliste correspondant de presse allemand.

## Biographie
Il a d'abord exercé le métier de charpentier, puis a effectué son service civil dans un orphelinat juif et un centre de recherche sur la paix à Paris.
Il a commencé sa carrière de journaliste à Paris en 1985 comme correspondant en France du quotidien berlinois Die Tageszeitung (taz), puis s'est installé en 1990 à Tokyo avec son épouse japonaise, comme correspondant pour l'Asie orientale du taz et du quotidien suisse Die Weltwoche, puis, à partir de 1992, du quotidien de Hambourg Die Zeit. Depuis l'ouverture en 1997 par le Zeit et le taz d'un bureau à Pékin, Blume est leur correspondant accrédité en Chine.
Dans ses reportages, il présente, vue de l'intérieur, l'évolution de la Chine vers plus de démocratie et de liberté, et dénonce les atteintes aux droits de l'homme et les scandales écologiques.
Il a reçu le Liberty Award 2007 pour ses reportages dans le Zeit et le taz sur les droits de l'homme et les scandales écologiques en Chine.
Il était l'un des derniers journalistes indépendants à Lhassa pendant les troubles au Tibet en mars 2008, avant d'être expulsé de facto de la région.